# Jordi Escoda i Vilà
Jordi Escoda i Vilà   (Reus, 14 de gener de 1935) és un industrial i polític català.

## Biografia
Gerent d'empresa avícola i agrícola, ha estat president d'Òmnium Cultural del Baix Camp, president del Centre de Lectura de Reus durant sis anys, membre del patronat de l'Hospital de Reus, soci del Reus Esportiu, de l'Orfeó Reusenc i de l'Associació d'Amics de Reus.
Militant de CDC, ha estat regidor de Reus el 1979 a 1983, diputat per la circumscripció de Tarragona a les eleccions al Parlament de Catalunya de 1980 i senador designat pel Parlament el 1980. L'any 2012, l'alcalde Carles Pellicer (CiU), el va nomenar Síndic de Greuges de la ciutat de Reus, càrrec que exercirà amb l'acord del Partit Popular.

## Obres
- Memòria històrica d'un reusenc. La transició Cossetània Edicions, 2007